# 300년대
300년대는 300년부터 309년까지를 가리킨다.